# Джевдет-бей
Джевдет-бей (также Джевдет Белбез тур. Cevdet Belbez; тур. Cevdet Bey) — наместник Ванского вилайета Османской Империи в ходе Первой мировой войны и геноцида армян. Был командующим турецкой армией в ходе Ванского сражения.
Был шурином Энвер-паши. Во время геноцида армян командовал отрядом «Тешкилят-ы мехсуссе».

## Джевдет-бей в кинематографе
В фильме Арарат Джевдет-бея сыграл Элиас Котеас